# Маікро Ромеро
Маікро Еусебіо Ромеро Ескіроль (ісп. Maikro Eusebio Romero Esquirol, нар. 10 грудня 1972, Гуантанамо, Куба) — кубинський боксер, олімпійський чемпіон (1996 рік) та бронзовий призер Олімпіади (2000). Чемпіон світу та Панамериканських ігор, призер чемпіонатів світу.

## Аматорська кар'єра
Олімпійські ігри 1996 
- 1/16 фіналу. Переміг Еріка Мореля (США) — 24-12
- 1/8 фіналу. Переміг Лерника Папяна (Вірменія) — 22-6
- 1/4 фіналу. Переміг Еліаса Рекайдо (Філіппіни) — 18-3
- 1/2 фіналу. Переміг Альберта Пакеєва (Росія) — 12-6
- Фінал. Переміг Булата Жумаділова (Казахстан) — 12-11

 Чемпіонат світу 1997 
- 1/16 фіналу. Переміг Мімуна Ченга (Франція) — 11-0
- 1/8 фіналу. Переміг Ліборіо Ромеро (Мексика) — 10-1
- 1/4 фіналу. Переміг Алексана Налбандяна (Росія) — 16-4
- 1/2 фіналу. Переміг Данієля Петрова (Болгарія) — 5-3
- Фінал. Переміг Роеля Веласко (Філіппіни) — 9-1

 Кубок світу 1998 
- 1/4 фіналу. Переміг Редха Буалем (Франція) — KO 1
- 1/2 фіналу. Переміг Ділшода Юлдашева (Узбекистан) — 24-8
- Фінал. Переміг Субан Паннон (Таїланд) — 19-10

 Ігри доброї волі 1998 
- 1/4 фіналу. Переміг Браяна Вілорія (США) — 11-3
- 1/2 фіналу. Переміг Сергія Казакова (Росія) — 12-2
- Фінал. Переміг Алексана Налбандяна (Росія) — 10-5

 Чемпіонат світу 1999 
- 1/8 фіналу. Переміг Кім Кі Сук (Південна Корея) — 10-1
- 1/4 фіналу. Переміг Пал Лакатош (Угорщина) — 11-1
- 1/2 фіналу. Переміг Алексана Налбандяна (Росія) — 9-2
- Фінал. Програв Браяну Вілорія (США) — 2-9

 Олімпійські ігри 2000 
- 1/16 фіналу. Переміг Хосе Луїса Варела (Венесуела) — 15-1
- 1/8 фіналу. Переміг Мар'яна Веліцу (Румунія) — RSC
- 1/4 фіналу. Переміг Валерія Сидоренка (Україна) — 12-5
- 1/2 фіналу. Програв Брахіму Аслуму (Франція) — 12-13